# أدب شيكاغو
يُكتَب أدب شيكاغو، بنحو أساسي من قبل كُتّاب ولدوا أو يعيشون في شيكاغو، مما يعكس ثقافة المدينة.

## المواضيع والحركات
يقترح «جيمس أطلس»، عندما كتب السيرة الذاتية لأديب شيكاغو «شاول بيلو»، أن «سمعة المدينة في رعاية المواهب الأدبية والفكرية يمكن إرجاعها إلى المركز الجغرافي نفسه الذي جعلها قوة صناعية عظيمة». عندما تأسست شيكاغو عام 1837، كانت موقعًا حدوديًا يضم نحو 4000 شخص. ارتفع عدد السكان بسرعة إلى ما يقرب من 100,000 عام 1860. وبحلول عام 1890، كان عدد سكان المدينة أكثر من مليون نسمة. يمكن رؤية النمو الديناميكي لشيكاغو، فضلًا عن التصنيع والاقتصاد والسياسة التي غَذَّت هذا النمو، في أعمال الكتاب، مثل: كارل ساندبرج، وثيودور دريزر، وشيروود أندرسون، وهاملن جارلاند، وفرانك نوريس، وأبتون سنكلير، ويلا كاثر، وإدنا فيربير.
بسبب هذه التغييرات السريعة، واجه كُتاب شيكاغو في أواخر القرن التاسع عشر وأوائل القرن العشرين التحدي المتمثل في كيفية تصوير هذا الواقع الحضري الجديد الذي يُحتمل أن يكون مربكًا. احتاج الخيال السردي في ذلك الوقت -ومعظمه بأسلوب «الرومانسية العالية» و«الواقعية الرقيقة»- إلى نهج جديد لوصف الظروف الاجتماعية والسياسية والاقتصادية في شيكاغو.عمل سكان شيكاغو بجد لخلق تقليد أدبي يصمد أمام اختبار الزمن، وخلق «مدينة الإحساس» من الخرسانة والصلب والبحيرة الشاسعة والمروج المفتوحة. من بين التقنيات والأساليب الجديدة التي تبناها كتّاب شيكاغو كانت «الطبيعية والتخيلية والشعر الحر». غالبًا ما كان تركيز الموضوعات على حضارة مثيرة ولكنها قذرة، إضافةً إلى بلدة صغيرة غريبة ولكنها مظلمة وأحيانًا متسللة. كان يُنظر إلى الكُتاب والناشرين في أوائل القرن العشرين في شيكاغو على أنهم ينتجون أعمالًا مبتكرة تتعارض مع التقاليد الأدبية لأوروبا وشرق الولايات المتحدة. في عام 1920، كتب الناقد «إتش إل مينكين» في مجلة لندن «ذا نيشن»، أن شيكاغو كانت «العاصمة الأدبية للولايات المتحدة».
مُعربًا عن الموقف القائل بأن كُتاب شيكاغو كانوا يخلقون مصطلحًا أدبيًا مميزًا وجديدًا وبعيدًا عن الأناقة، كتب: «ابحث عن كاتب أمريكي بلا شك في كل نبضة نبض وشخير ولحمية، أمريكي لديه شيء جديد وأمريكي غريب ليقوله ويقوله بطريقة أمريكية لا لبس فيها، وتسع مرات من أصل عشرة ستجد أن لديه نوعًا من الاتصال بالمسلخ الضخم والمفرط، بوساطة بحيرة ميشيغان».
في حين أنتجت شيكاغو الكثير من الخيال الواقعي والطبيعي، لعبت مؤسساتها الأدبية أيضًا دورًا حاسمًا في تعزيز الحداثة الدولية.
بدأت مجلة «ليتل ريفيو» الطليعية التي أسستها «مارغريت أندرسون» عام 1914 في شيكاغو، على الرغم من أنها انتقلت لاحقًا إلى مكان آخر. قدمت مجلة «ليتل ريفيو» منصة مهمة للأدب التجريبي، واشتهرت بأنها كانت أول من نشر رواية جيمس جويس «يوليسيس»، في شكل تسلسلي حتى اضطرت المجلة إلى إيقاف الرواية بسبب الحقوق. وبالمثل، كان المنشور الذي أصبح مجلة الشعر «التي أسستها هارييت مونرو عام 1912» مفيدًا في إطلاق الحركات الشعرية الخيالية والموضوعية.
ظهرت أول قصيدة منشورة مهنيًا لـ «ت س. إليوت»، أغنية الحب لـ «ألفريد بروفروك» في الشعر. ومن بين المساهمين: عزرا باوند, وويليام بتلر ييتس, وويليام كارلوس ويليامز, ولانغستون هيوز، وكارل ساندبرج» وغيرهم.
كما اكتشفت المجلة شعراء، مثل: جويندولين بروكس، وجيمس ميريل، وجون آشبري. كان الشعر والمراجعة الصغيرة «جريئين» في بطولتهما التحريرية للحركة الحداثية. قدم المحررون اللاحقون أيضًا مساهمات كبيرة في الشعر، كما فعلت جامعة شيكاغو وأماكن العروض.
تتمتع جامعات شيكاغو أيضًا بسمعة طيبة في تطوير المواهب الأدبية. في النصف الثاني من القرن العشرين، عملت جامعة شيكاغو مركزًا للعديد من كتاب ما بعد الحداثة الناشئين، مثل: شاول بيلو, وكورت فونيغت، وفيليب روث، وروبرت كوفر. حصل بيلو على درجة البكالوريوس من جامعة «نورث وسترن» القريبة، التي أنتجت أيضًا مؤلفين مشهورين، مثل: جورج آر آر مارتن، وتينا روزنبرغ، وكيت والبرت.
اليوم، شيكاغو هي موطن لأكبر مهرجان شعر للشباب في العالم، بصوت «أعلى من قنبلة». منذ تأسيسها في عام 2001، نمت «أعلى من قنبلة» لتصبح احتفالًا يمتد لعدة أسابيع يتضمن مسابقات وورش عمل وأحداث أخرى متعلقة بالشعر. بحلول عام 2018، كان المهرجان يستقطب أكثر من 100 فريق لما مجموعه أكثر من 1000 شاعرًا شابًا يتنافسون في دورات الكلمات المنطوقة. يعود الفضل إلى المهرجان في التأثير في شعراء شيكاغو المعاصرين، مثل: نيت مارشال، وخوسيه أوليفاريز.
وفقًا لـ «بيل سافاج» في موسوعة شيكاغو، لا يزال كتاب شيكاغو اليوم مهتمين بالموضوعات الاجتماعية والمناظر الطبيعية الحضرية نفسها التي شغلت كتاب شيكاغو السابقين: «المعضلات الأساسية التي قدمتها حياة المدينة عمومًا وخصوصيات المساحات الحضرية في شيكاغو، والتاريخ، وتغيير لا هوادة فيه».

## الفترة الزمنية
تحدد موسوعة شيكاغو ثلاث فترات من الأعمال من شيكاغو التي كان لها تأثير كبير في الأدب الأمريكي:
- فترة في مطلع القرن العشرين، ظهرت فيها «واقعية ميدلاند» لمؤلفين، مثل: هنري بليك فولر, وثيودور دريز, ويوجين فيلد. فترة في العشرينيات والعشرينيات من القرن الماضي، نُشرت فيها الأعمال الأدبية في الصحف والمجلات الأدبية الجديدة التي تتخذ من شيكاغو مقرًا لها.  تسمى أحيانًا «نهضة شيكاغو»، التي تتضمن الأعمال اللاحقة لـ «درايزر» وأعمال المؤلفين، مثل: شيروود أندرسون، وفلويد ديل، وكارل ساندبرج، وهارييت مونرو، ومارجريت أندرسون.
- تضم فترة في الأربعينيات ما يسمى «روايات الحي». ومن بين المؤلفين في هذه الفترة: جيمس تي فاريل، وريتشارد رايت، وغويندولين بروكس، وشاول بيلو.
- يجادل عالم الأدب «روبرت بون» بوجود فترة رابعة.

ثانيًا: «نهضة شيكاغو»، استمرت هذه المرة تقريبًا من عام 1935 إلى عام 1950، وتشير إلى موجة من الإبداع من قبل الكتاب الأمريكيين الأفارقة في شيكاغو. يقترح «بون» أن نهضة شيكاغو هذه كانت قابلة للمقارنة من حيث التأثير والأهمية بنهضة هارلم السابقة. تتضمن قائمة «بون» لكتاب عصر النهضة في شيكاغو كتّاب خيال، مثل: ريتشارد رايت, وويليام أتواي, وويلارد موتلي، إلى جانب شعراء، مثل: فرانك مارشال ديفيس, ومارجريت وكر. تجدر الإشارة إلى أن مصطلح «نهضة شيكاغو السوداء» غالبًا ما يُستخدم للدلالة على الإبداع في جميع الفنون، وليس فقط في الأدب، خلال ثلاثينيات وخمسينيات القرن العشرين.
المراجع